# Lincolnton (Caroline du Nord)
Pour les articles homonymes, voir Lincolnton.
La ville de Lincolnton est le siège du comté de Lincoln, dans l’État de Caroline du Nord, aux États-Unis. Sa population s’élevait à 10 486 habitants lors du recensement de 2010, estimée à 10 754 habitants en 2016. Elle est située dans l'aire métropolitaine de Charlotte.

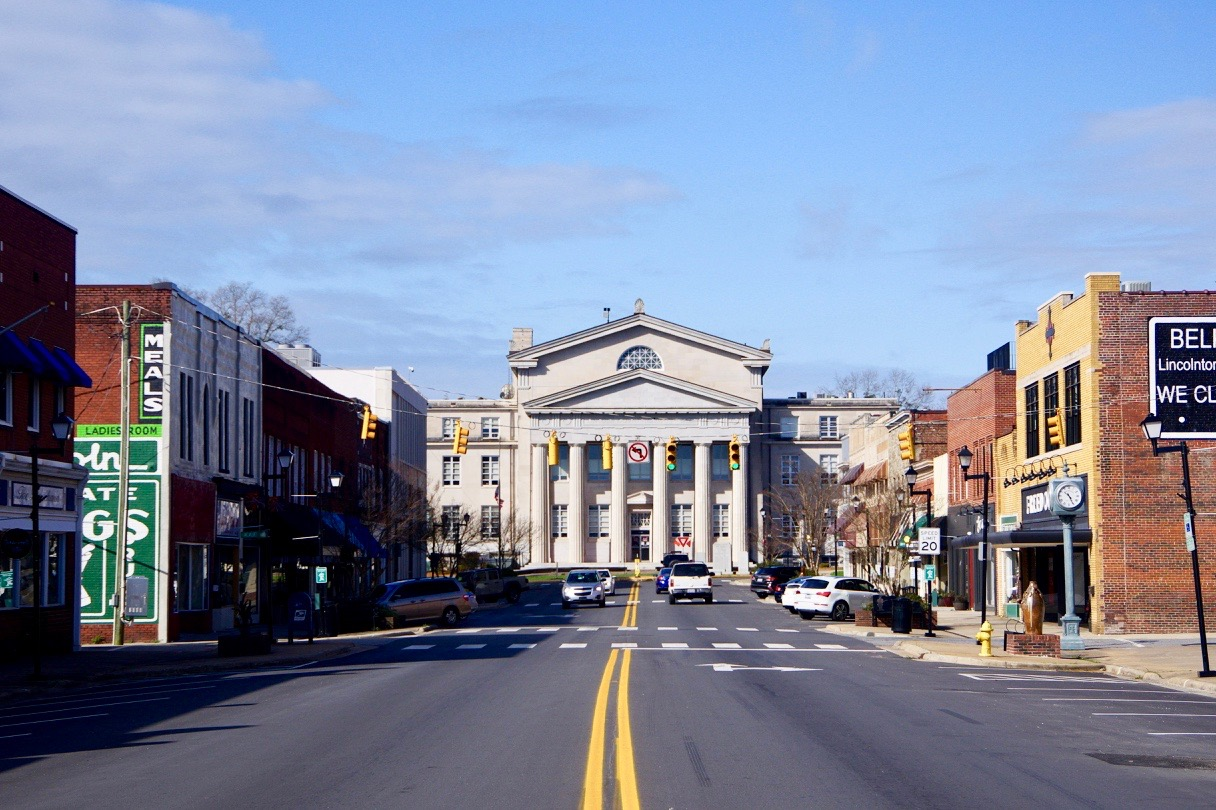
Vue de la rue Main

## Démographie
| Groupe            | Lincolnton | Caroline du Nord | États-Unis |
| ----------------- | ---------- | ---------------- | ---------- |
| Blancs            | 76,6       | 68,5             | 72,4       |
| Afro-Américains   | 13,7       | 21,5             | 12,6       |
| Autres            | 6,1        | 4,4              | 6,4        |
| Métis             | 2,8        | 2,2              | 2,9        |
| Asiatiques        | 0,6        | 2,2              | 4,8        |
| Amérindiens       | 0,3        | 1,3              | 0,9        |
| Total             | 100        | 100              | 100        |
|                   |            |                  |            |
| Latino-Américains | 16,1       | 8,4              | 16,7       |

Selon l'American Community Survey, pour la période 2011-2015, 83,18 % de la population âgée de plus de 5 ans déclare parler anglais à la maison alors que 15,52 % déclare parler l'espagnol et 1,30 % une autre langue.
| 1860 | 1870 | 1880 | 1890 | 1900 | 1910  |
| ---- | ---- | ---- | ---- | ---- | ----- |
| 848  | 886  | 708  | 957  | 828  | 2 413 |

| 1920  | 1930  | 1940  | 1950  | 1960  | 1970  |
| ----- | ----- | ----- | ----- | ----- | ----- |
| 3 300 | 3 781 | 4 525 | 5 423 | 5 699 | 5 293 |

| 1980  | 1990  | 2000  | 2010   | - | - |
| ----- | ----- | ----- | ------ | - | - |
| 4 879 | 6 847 | 9 965 | 10 486 | - | - |